# Nadira (attrice)
Nadira, pseudonimo di Florence Ezekiel (Baghdad, 5 dicembre 1932 – Mumbai, 9 febbraio 2006), è stata un'attrice indiana.
Recitò in numerosi film del cinema hindi (specialmente nel periodo a cavallo tra gli anni 1950 e gli anni 1970), tra cui Il principe Yanez (1952), Shree 420 (1955), Pakeezah (1972) e Julie (1975), con cui vinse il Filmfare Award per la miglior attrice non protagonista.

## Biografia
Nata a Baghdad nel 1932 (all'epoca nel Regno dell'Iraq) da una famiglia di origini ebree, durante l'infanzia migrò da Baghdad a Bombay con i suoi familiari, i quali cercavano delle opportunità lavorative. Aveva 2 fratelli, di cui uno residente negli Stati Uniti d'America e l'altro in Israele.
Nel 1943, all'età di 11 anni, debuttò nel mondo cinematografico con il film in lingua hindī Mauj, ma la sua carriera decollò grazie a Sardar Akhtar, moglie del regista Mehboob Khan, che nel 1952 la scritturò per il film Il principe Yanez (in originale Aan), in cui interpretò il ruolo di Rajshree, una principessa Rajput. Nel 1955 impersonò una ricca socialite di nome Maya nel film Shree 420. In seguito recitò in ruoli centrali in diversi altri film, tra cui Dil Apna Aur Preet Parai (1960), Pakeezah (1972), Hanste Zakhm (1973) e Amar Akbar Anthony (1977). Spesso venne scelta per ricoprire il ruolo della femme fatale, in contrasto con i casti personaggi per l'attrice protagonista che erano favoriti all'epoca dall'industria cinematografica hindi.
Nel 1975 vinse il Filmfare Award per la miglior attrice non protagonista per la sua interpretazione nel film Julie. Successivamente, tra gli anni 1980 e gli anni 1990, ricoprì ruoli minori. Per via del suo aspetto occidentale le furono offerti ruoli da donna cristiana o anglo-indiana. 
Nel corso della sua carriera cinematografica fu tra le attrici più pagate del cinema hindi, nonché una delle prime attrici indiane a possedere una Rolls-Royce.
Nei suoi ultimi anni di vita visse da sola a Mumbai, poiché la maggior parte dei suoi parenti si trasferì in Israele. Il 24 gennaio 2006 fu ricoverata in ospedale in stato semi-comatoso a causa di un arresto cardiaco, che si aggiunse ad altre patologie preesistenti, tra cui meningite tubercolare, disordini del fegato e paralisi. Morì pochi giorni dopo il 9 febbraio 2006 al Bhatia Hospital di Tardeo (località residenziale a sud di Mumbai).

## Filmografia
- Mauj (1943)
- Il principe Yanez (Aan, 1952)
- Nagma (1953)
- Dak Babu (1954)
- Waris (1954)
- Raftar (1955)
- Beloved Corinna (1956)
- Pocket Maar (1956)
- Samundari Daku (1956)
- Sipahsalar (1956)
- Shree 420 (1956)
- Police (1958)
- Dil Apna Aur Preet Parai (1960)
- Kala Bazar (1960)
- Meri Surat Teri Ankhen (1963)
- Chhoti Chhoti Baatein (1965)
- Accident (1965)
- Kahin Din Kahin Raat (1968)
- Sapnon Ka Saudagar (1968)
- Il guru (The Guru, 1969)
- Insaaf Ka Mandir (1969)
- Jahan Pyar Mile (1969)
- Talash (1969)
- Il racconto di Bombay (Bombay Talkie, 1970)
- Chetna (1970)
- Ek Nanhi Munni Ladki Thi (1970)
- Ishq Par Zor Nahin (1970)
- Safar (1970)
- Kahin Aar Kahin Paar (1971)
- Ek Nazar (1972)
- Raja Jani (1972)
- Anokha Daan (1972)
- Pakeezah (1972)
- Ek Nari Do Roop (1973)
- Hanste Zakhm (1973)
- Pyaar Ka Rishta (1973)
- Faslah (1974)
- Ishq Ishq Ishq (1974)
- Woh Main Nahin (1974)
- Dharmatma (1975)
- Julie (1975)
- Kahte Hain Mujhko Raja (1975)
- Mere Sartaj (1975)
- Bhanwar (1976)
- Aap Ki Khatir (1977)
- Aashiq Hoon Baharon Ka (1977)
- Amar Akbar Anthony (1977)
- Darling Darling (1977)
- Paapi (1977)
- Naukri (1978)
- Duniya Meri Jeb Mein (1979)
- Bin Phere Hum Tere (1979)
- Magroor (1979)
- Chaal Baaz (1980)
- Swayamvar (1980)
- Dahshat (1981)
- Aas Paas (1981)
- Raaste Pyar Ke (1982)
- Ashanti (film 1982) (1982)
- Kim (1984)
- Saagar (1985)
- Jhoothi Shaan (1991)
- Tamanna (1997)
- Cotton Mary (1999)
- Josh (2000)
- Zohra Mahal (2001)